# Harry Mommers
Henricus Josephus ("Harry") Mommers (Tilburg, 11 maart 1892 – 28 februari 1963) was een Nederlands voetballer die als middenvelder speelde.
Mommers kwam uit voor Willem II. Hij speelde op 16 mei 1920 eenmaal in het Nederlands voetbalelftal in de met 2-1 verloren oefenwedstrijd in Bazel tegen Zwitserland. Na 19 minuten in de eerste helft werd hij vervangen door collega-debutant Rat Verlegh.
Mommers maakte na de Tweede Wereldoorlog deel uit van de Technische Commissie van de KNVB voor het Nederlands elftal.